# Kelly Liggan
Kelly Liggan (ur. 5 lutego 1979 w Dublinie) – irlandzka tenisistka.

## Kariera tenisowa
Zawodniczka występująca głównie w turniejach cyklu ITF. W 1996 roku wygrała swój pierwszy mecz w tego typu rozgrywkach, w Portugalii, pokonując w pierwszej rundzie turnieju kwalifikacyjnego reprezentantkę gospodarzy Angelę Cardoso. Dopiero po czterech latach, w roku 2000, odniosła tryumf wygrywając niewielki (10 000 $) turniej w Montrealu, pokonując w finale gry singlowej Amerykankę Jennifer Embry. W sumie w turniejach tej rangi wygrała cztery turnieje singlowe i siedem deblowych.
W zawodach cyklu WTA zadebiutowała w 2001 roku na Hawajach, gdzie do turnieju głównego przebiła się z kwalifikacji, by w pierwszej rundzie przegrać z Katariną Srebotnik. W 2002 roku wygrała swój jedyny mecz w turnieju głównym w grze singlowej, w Tokio, gdzie jako kwalifikantka pokonała w pierwszej rundzie Rikę Fujiwarę z Japonii. Większy sukces odniosła w grze deblowej, wygrywając jedyny turniej karierze w Tajlandii w 2002 roku. W turniejach wielkoszlemowych nie wystąpiła nigdy w turnieju głównym w grze singlowej, natomiast w deblu wystąpiła dwukrotnie, w 2003 roku w Australian Open (w parze z Angelique Widjaja) i w 2004 w Wimbledonie (w parze z Arantxą Parra Santonją). W obu przypadkach zakończyła udział na pierwszej rundzie.
Reprezentowała również swój kraj w rozgrywkach Pucharu Federacji.
W 2010 roku, z powodu kontuzji nadgarstka zakończyła karierę zawodową.

## Wygrane turnieje

### Gra pojedyncza
|    | Data       | Turniej  | Kat. | ($)    | Naw.   | Finalistka       | Wynik    |
| 1. | 25/06/2000 | Montreal | ITF  | 10 000 | twarda | Jennifer Embry   | 6:3, 6:2 |
| 2. | 02/07/2000 | Lachine  | ITF  | 10 000 | ziemna | Remi Tezuka      | 7:5, 6:0 |
| 3. | 06/08/2006 | Vigo     | ITF  | 25 000 | twarda | Laura Thorpe     | 6:1, 6:3 |
| 4. | 13/08/2006 | Coimbra  | ITF  | 25 000 | twarda | Monica Niculescu | 6:0, 7:6 |

### Gra podwójna
|    | Data       | Turniej                       | Kat.        | ($)     | Naw.   | Partnerka       | Finalistki                      | Wynik    |
| 1. | 04/11/2002 | Pattaya, Pattaya Women’s Open | Kategoria V | 110 000 | twarda | Renata Voráčová | Lina Krasnorucka Tatjana Panowa | 7:5, 7:6 |